# آرثر كارل فيكتور شوت
آرثر كارل فيكتور شوت (بالإنجليزية: Arthur Carl Victor Schott)‏ هو فنان ومهندس وعالم نبات أمريكي، ولد في 27 فبراير 1814 في شتوتغارت في ألمانيا، وتوفي في 26 يوليو 1875 في واشنطن العاصمة في الولايات المتحدة.